# Uranotaenia albescens
Uranotaenia albescens är en tvåvingeart som beskrevs av Taylor 1914. Uranotaenia albescens ingår i släktet Uranotaenia och familjen stickmyggor. Inga underarter finns listade i Catalogue of Life.